# Ledro
Ledro este o comună din provincia Trento, regiunea Trentino-Alto Adige, Italia, cu o populație de 5.523 de locuitori și o suprafață de 156.39 km².

## Demografie
Format:Demografia/Ledro